# 瑪琳達·開爾門蒂
瑪琳達·開爾門蒂（英語：Majlinda Kelmendi，1991年5月9日—），出生于南斯拉夫社会主义联邦共和国佩奇，是一名科索沃柔道運動員，為兩屆世界冠軍和三屆歐洲冠軍。曾代表阿爾巴尼亞參加2012年倫敦奧運的女子52公斤級柔道比賽，於16強止步。
2016年再度參加里約熱內盧的夏季奧運，最終於8月8日的柔道女子52公斤級項目中贏得金牌，成為科索沃首位奧運金牌及獎牌得主。